# Terme Erculee
Le terme Erculee furono le più grandi terme della città romana di Mediolanum (la moderna Milano). Vennero erette tra la fine del III secolo e l'inizio del IV secolo dall'imperatore Massimiano, il cui appellativo specifico era "Erculeo", da cui le terme prendono il nome, nell'epoca in cui Mediolanum fu capitale dell'Impero romano d'Occidente (ruolo che ricoprì dal 286 d.C. al 402 d.C.). Le terme Erculee vennero realizzate nella parte nord orientale di Mediolanum, nei pressi di Porta Orientale romana, nell'area conosciuta come "ampliamento massimianeo", ovvero nei nuovi quartieri che furono realizzati dall'imperatore Massimiano con lo scopo di ingrandire la città. Le terme Erculee sono quindi uno degli esempi più tipici di terme romane imperiali. Le terme andarono poi completamente distrutte durante le invasioni barbariche del V secolo oppure per opera dell'imperatore Federico Barbarossa durante l'assedio di Milano del 1162, che comportò la distruzione della città. 
Scavi effettuati nel XX secolo fecero scoprire l'esatta ubicazione delle terme Erculee, che erano situate vicino alla moderna piazza San Babila, tra gli attuali corso Vittorio Emanuele e corso Europa. Le terme Erculee misuravano 127 metri di lunghezza e 112 di larghezza (con una superficie complessiva di 14 500 m²), e possedevano muri spessi fino a un metro e mezzo. Sembra che le acque con cui si alimentavano provenissero dal corso dell'Acqualunga (roggia che proveniva da nord-est) oppure dal fiume Seveso. Sappiamo che la loro struttura complessiva assomigliava molto a quella delle Terme Imperiali di Treviri. 
Delle terme Erculee rimangono alcuni resti, portati alla luce soprattutto grazie agli scavi effettuati per la costruzione di un parcheggio sotterraneo in largo Corsia dei Servi. Molti reperti un tempo appartenenti alle terme Erculee sono conservati presso il Civico museo archeologico di Milano. Presso la chiesa di San Vito in Pasquirolo sono stati ritrovate porzioni di mosaici un tempo appartenenti ai suoi pavimenti; nei suoi giardini è anche conservato un tratto di muro appartenente all'antica struttura romana.

## Storia
(Ausonio, Ordo urbium nobilium, VII.)

L'antica Milano romana (Mediolanum) sovrapposta alla Milano moderna. Il rettangolo più chiaro al centro, leggermente sulla destra, rappresenta la moderna piazza del Duomo, mentre il moderno Castello Sforzesco si trova in alto a sinistra, appena fuori dal tracciato delle mura romane di Milano. Al centro, indicato in rosso salmone, il foro romano di Milano, mentre in verde il palazzo imperiale romano di Milano

Quando Diocleziano decise di dividere l'Impero romano in due, scelse per sé l'Impero romano d'Oriente, con capitale Nicomedia, mentre il suo "collega" Massimiano si mise a capo dell'Impero romano d'Occidente scegliendo come residenza e capitale Mediolanum, la moderna Milano (286 d.C.). In questa occasione il nome della città fu cambiato in Aurelia Augusta Mediolanum. 
Mediolanum rimase capitale dell'Impero romano d'Occidente fino al 402 d.C., quando la corte imperiale fu trasferita a Ravenna, in quanto considerata più difendibile e meglio collegata a Costantinopoli. L'imperatore prese questa decisione dopo l'assedio di Milano del 402, che fu opera di Alarico, re dei Visigoti.
L'imperatore Massimiano abbellì Mediolanum con vari monumenti, tra cui il palazzo imperiale romano di Milano, il circo romano di Milano e le terme Erculee, che presero il nome da "Erculeo", appellativo specifico di Massimiano. 
Le terme Erculee vennero realizzate nella parte nord orientale di Mediolanum, nei pressi di Porta Orientale romana, nell'area conosciuta come "ampliamento massiminianeo", ovvero nei nuovi quartieri che furono realizzati dall'imperatore Massiminiamo con lo scopo di ingrandire la città. Le terme Erculee, che sono quindi uno degli esempi più tipici di terme romane imperiali, avevano un aspetto così monumentale da ricordare le terme presenti a Roma, nonostante queste ultime erano di dimensioni maggiori. L'imperatore Massimiano voleva infatti delle terme adeguate al palazzo imperiale romano di Milano, da poco edificato.
L'"ampliamento massimianeo" di Mediolanum è ricordato da Ausonio, poeta dell'epoca dell'imperatore Graziano, che cita le terme Erculee e il nuovo quartiere massiminianeo come regio Herculei celebris sub honore lavacri (it. "il quartiere che ha come ornamento le famose terme Erculee"). In particolare, le terme Erculee furono erette tra la fine del III secolo e l'inizio del IV secolo con marmi pregiati provenienti dalla Grecia (quelli di colore verde), dall'Egitto (quelli rossi) e dalla Tunisia (quelli gialli) con l'obiettivo di farne un edificio sontuoso

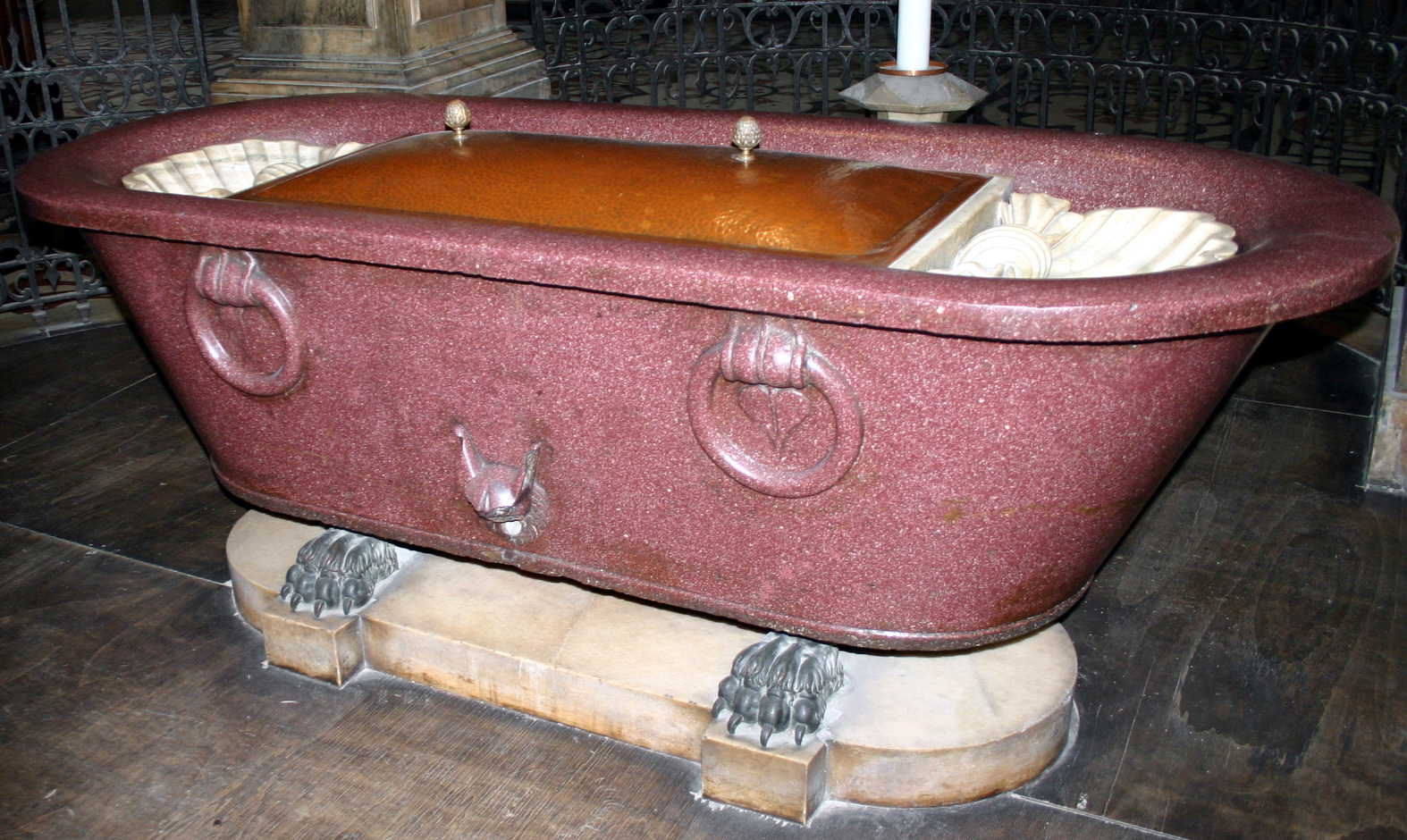
Grande vasca che si ipotizza provenga dalle terme Erculee, oggi utilizzata nel Duomo di Milano come fonte battesimale

Le terme Erculee, durante le invasioni barbariche, furono irreparabilmente colpite da un incendio, per poi essere abbandonate nel V secolo e venire gradualmente ridotte a ruderi nei secoli successivi. I suoi dintorni iniziarono a essere utilizzati come pascoli, da cui il nome del moderno quartiere del Pasquirolo. A partire dal loro abbandono le terme Erculee iniziarono a subire la sorte degli altri edifici romani di Milano cominciando a essere oggetto della rimozione dei materiali più pregiati e, più in generale, del materiale edile con cui erano realizzate. Le terme andarono poi completamente distrutte durante le invasioni barbariche del V secolo oppure per opera dell'imperatore Federico Barbarossa durante l'assedio di Milano del 1162, che comportò la distruzione della città. 
Nel corso dei secoli delle terme Erculee se ne perse il ricordo, anche a causa dei nuovi edifici che sorsero sopra esse non seguendo il loro antico profilo (ad esempio, sopra il frigidarium, sorse la chiesa di San Vito in Pasquirolo), tant'è che nel XVIII e nel XIX secolo si pensava che fossero situate nei pressi della basilica palatina (la moderna Basilica di San Lorenzo) e che le Colonne di San Lorenzo appartenessero un tempo alle terme (poi è stato scoperto che queste ultime facevano parte di un vicino tempio pagano del II o del III secolo). Scavi effettuati nel XX secolo fecero scoprire l'esatta ubicazione delle terme Erculee, che erano situate vicino alla moderna piazza San Babila, tra gli attuali corso Vittorio Emanuele e corso Europa.

## L'edificio

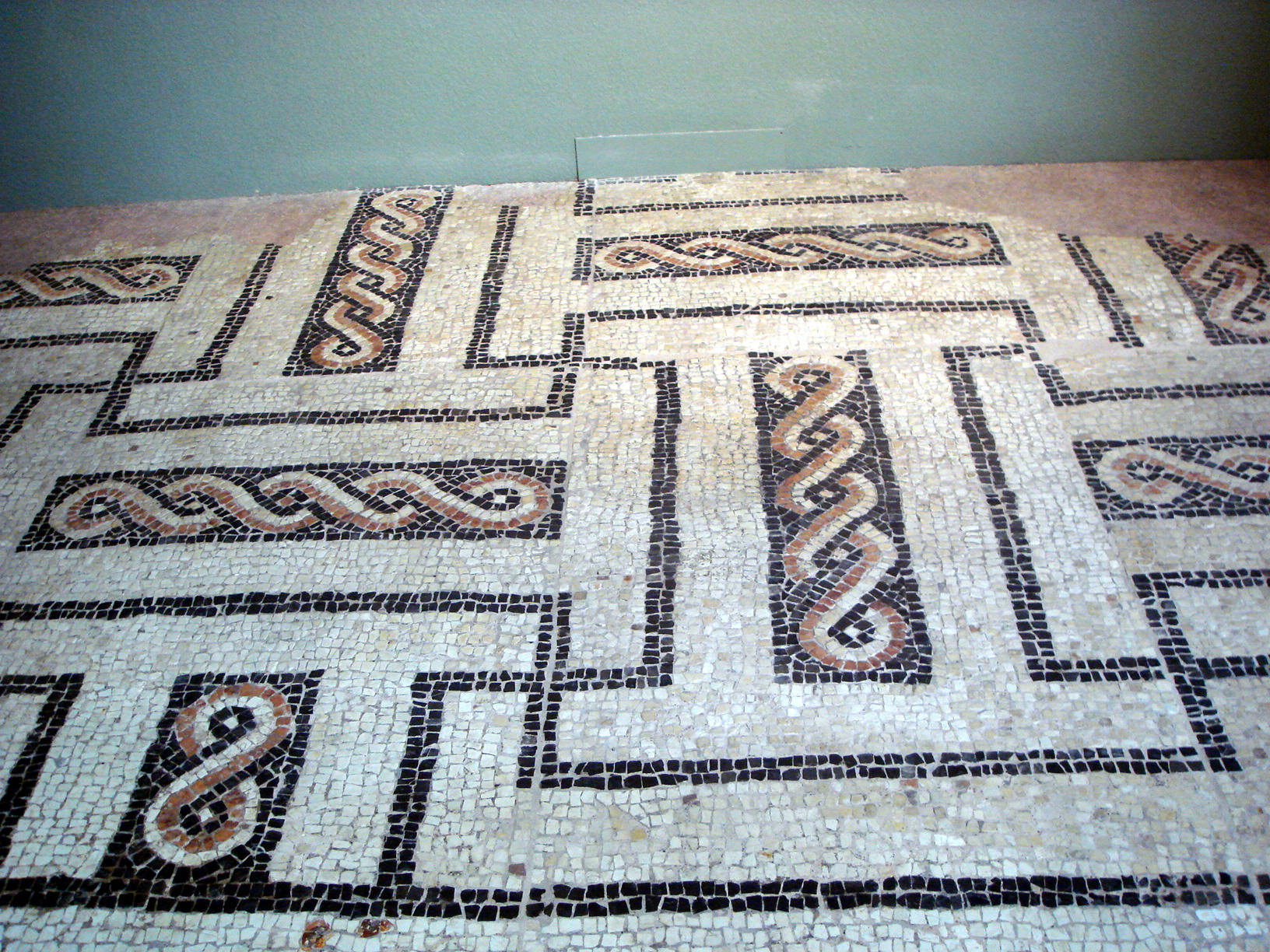
Mosaico oggi conservato presso il Civico museo archeologico di Milano proveniente dagli apodyteria, ovvero dagli spogliatoi, delle terme Erculee

Le terme Erculee misuravano 127 metri di lunghezza e 112 di larghezza (con una superficie complessiva di 14 500 m²)), e possedevano muri spessi fino a un metro e mezzo. Sembra che le acque con cui si alimentavano provenissero dal corso dell'Acqualunga (roggia che proveniva da nord-est) oppure dal fiume Seveso. A Mediolanum non occorrevano infatti acquedotti, visto che l'acqua era abbondante e facilmente raggiungibile: essa affiorava dal suolo dalle risorgive e scorreva vicina nei fiumi e nei torrenti, e ciò rispondeva pienamente alle esigenze della vita quotidiana della città. Come tutte le terme romane, anche le terme Erculee avevano un'importante funzione igienico sanitaria finalizzata alla salvaguardia della salute della popolazione ed erano il luogo più importante per il ritrovo e l'incontro dei cittadini, situazione comune in tutte le città romane che possedevano questo tipo di strutture. I locali situati internamente alle terme Erculee avevano i pavimenti in marmo mentre le stanze poste esternamente, perlomeno quelle che si trovavano a est, possedevano pavimenti decorati con mosaici aventi motivi geometrici e figurativi. Le terme Erculee erano anche impreziosite da statue, con il suo percorso per i cittadini che si sviluppava da nord a sud e ritorno; l'ingresso e i primi ambienti erano situati nella parte settentrionale dell'edificio, mentre la parte termale (calidarium, tepidarium e frigidarium) erano ubicati nella sua parte centrale e meridionale.

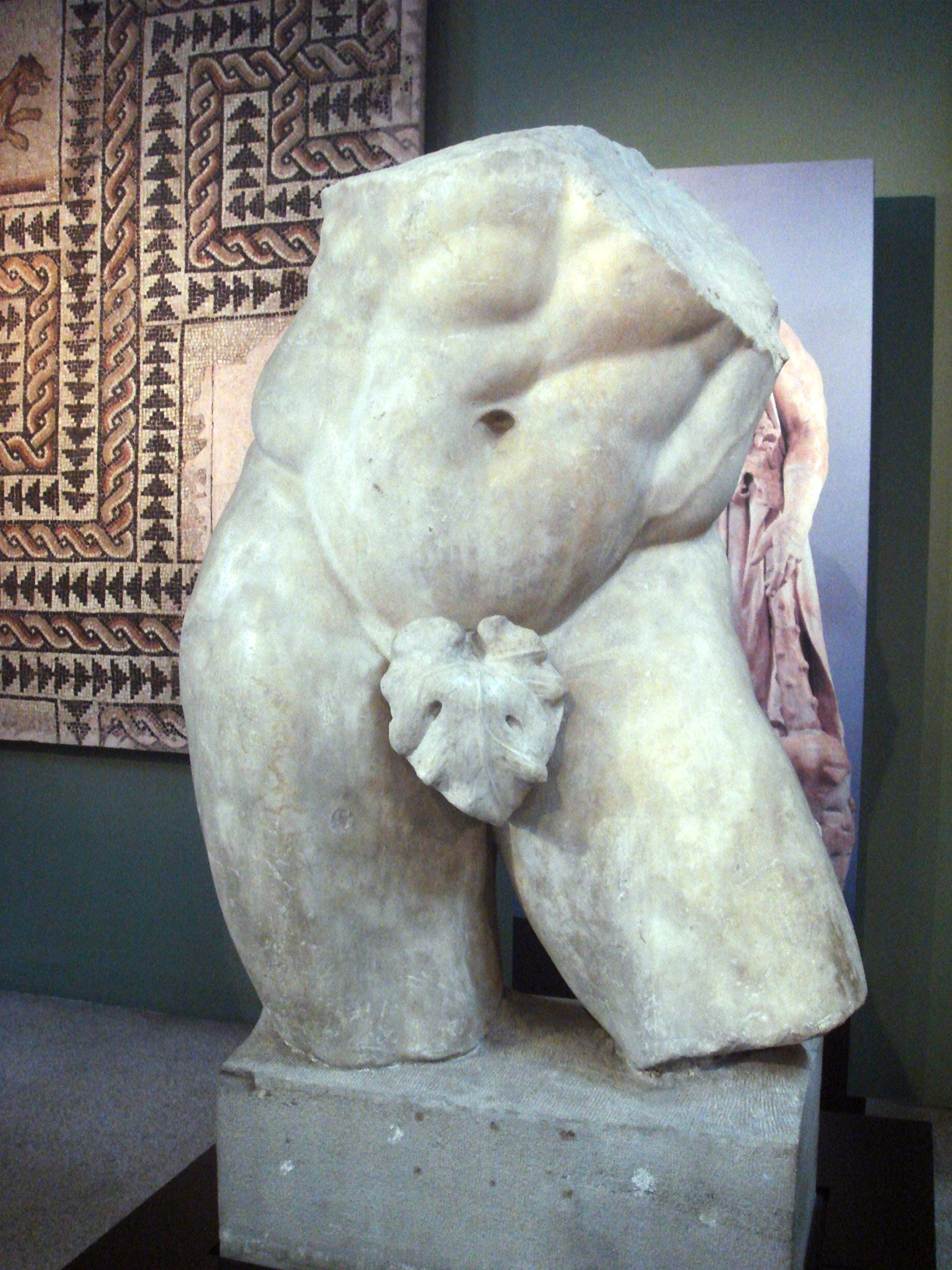
Frammento di statua romana un tempo situata all'interno delle terme Erculee, identificato come il busto di Ercole, simbolo dell'imperatore Massimiano, che volle la costruzione delle terme. È conservato presso il Civico museo archeologico di Milano

Sappiamo che la loro struttura complessiva assomigliava molto a quella delle Terme Imperiali di Treviri, quindi con due percorsi (separati e speculari, uno dedicato agli uomini e l'altro alle donne) che iniziavano da un ingresso costituito da uno spazioso cortile adornato da un colonnato e da otto esedre semicircolari laterali collocate su tre lati del portico, con queste ultime che servivano a dare modo ai cittadini di sedersi, magari a chiacchierare. Da questo cortile i cittadini accedevano a due ampie sale aventi un pavimento a mosaici che erano adibite a spogliatoi (apodyteria), dove era incassata una grande vasca; gli ingressi ai due spogliatoi, uno per gli uomini e l'altro per le donne, erano situati ai lati di una grande abside che si trovava nel cortile colonnato d'ingresso in dirimpetto all'entrata); usciti dagli spogliatoi i cittadini tornavano nel cortile colonnato d'ingresso, che fungeva anche da palestra per il riscaldamento muscolare (qui era possibile giocare a palla, fare esercizi fisici, ecc.).
I cittadini accedevano nuovamente agli spogliatoi per denudarsi per poi continuare il percorso verso sud facendo una serie di soste in piccole stanze adiacenti e riscaldate a una temperatura sempre più alta; giungevano infine nel calidarium, ovvero nell'ambiente avente la temperatura più elevata delle terme, che era situato nella parte meridionale del complesso edilizio e che era dotato di due grandi vasche di acqua calda incassate ai lati del locale all'interno di altrettante absidi posizionate, rispettivamente, a est e a ovest.
Dal calidarium i cittadini si dirigevano verso nord passando al tepidarium, ovvero a un locale che era situato al centro delle terme e che possedeva un pavimento rivestito da piccole tessere di marmo. Il tepidarium, che aveva una temperatura più bassa del calidarium, era caratterizzato da una forma rettangolare e dalla presenza di alcuni vani riscaldati. Il percorso dei cittadini proseguiva verso nord terminando al frigidarium, ovvero in un'ampia stanza rettangolare a temperatura ambiente che era pavimentata con grandi lastre di marmo e che aveva una vasca di acqua fredda all'interno di un'abside. Poi dal frigidarium, che era l'ambiente più riccamente decorato delle terme e che si trovava nella parte settentrionale delle terme, si poteva accedere nuovamente agli spogliatoi terminando il percorso. Il percorso all'interno delle terme poteva essere effettuato anche all'opposto, ovvero partendo dal frigidarium verso il calidarium. Avendo una struttura così organizzata, le terme Erculee erano dotate di complessi impianti idrici e di articolati impianti di riscaldamento degli ambienti e delle acque.

## Resti

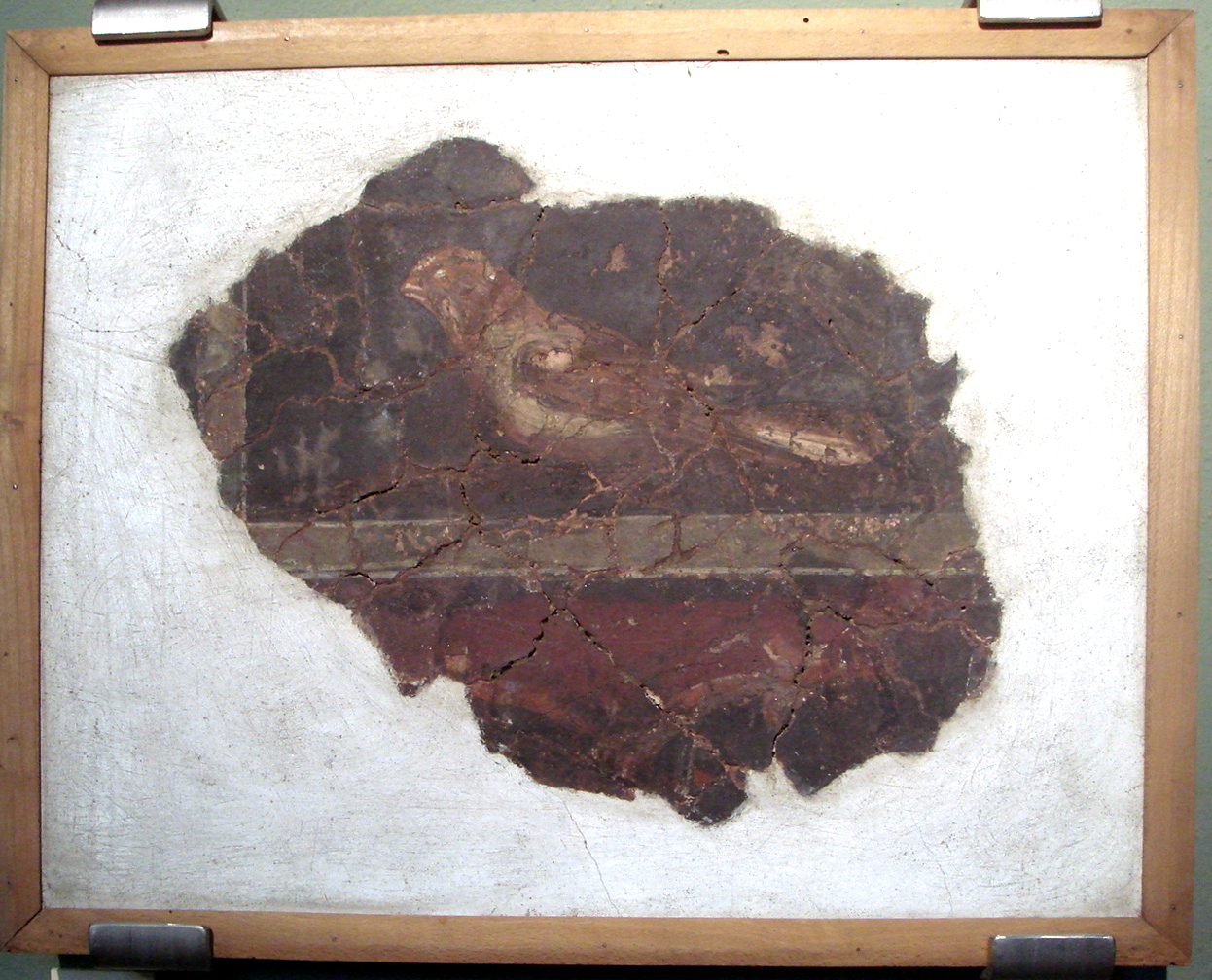
Frammento di affresco romano proveniente dalle terme Erculee, oggi conservato presso il Civico museo archeologico di Milano

Delle terme Erculee rimangono alcuni resti, portati alla luce soprattutto grazie agli scavi effettuati per la costruzione di un parcheggio sotterraneo in largo Corsia dei Servi. Molti reperti un tempo appartenenti alle terme Erculee sono conservati presso il Civico museo archeologico di Milano. Presso la chiesa di San Vito in Pasquirolo sono stati ritrovate porzioni di mosaici un tempo appartenenti ai suoi pavimenti; nei suoi giardini è anche conservato un tratto di muro appartenente all'antica struttura romana.
Dall'area delle terme proviene un frammento di statua romana di ottima fattura, identificato come un busto di Ercole a riposo appoggiato a una clava dopo la conquista dei pomi delle Esperidi, copia romana del II secolo di un originale in bronzo di Lisippo. Fu realizzata in più parti poi assemblate grazie a perni forse sulla costa dell'Asia Minore, per poi essere utilizzata in altri luoghi e infine collocata nelle terme Erculee. La foglia sopra il pube della statua è un'aggiunta del XIX secolo. La statua, che dimostra l'imponenza architettonica e la ricchezza artistica delle terme Erculee, è ora conservata nel Civico museo archeologico di Milano. 
In largo Corsia dei Servi, vicino a piazza San Babila, tra corso Vittorio Emanuele e corso Europa, si trova un muro delle terme Erculee appartenente al lato nord del frigidarium che fu posizionato in un'aiuola negli anni sessanta dopo averlo rimosso dal sito originario, che si trova a 3,5 m sotto l'attuale manto stradale. Di questo breve tratto di muro si sono conservate sia le fondazioni sia una parte di muro fuori terra. La parte fuori terra di questo muro è costituita da una parte interna formata da malta mista a ciottoli, mattoni spezzati e pietre, e da un rivestimento esterno in file di mattoni, mentre le fondazioni, visibili anch'esse, sono costituite da malta e ciottoli. Le fondazioni, originariamente, poggiavano su pali di legno. Il sito situato in largo dei Servi è liberamente visibile da parte del pubblico, visto che si trova all'aperto in un'aiuola lungo una moderna strada di Milano.

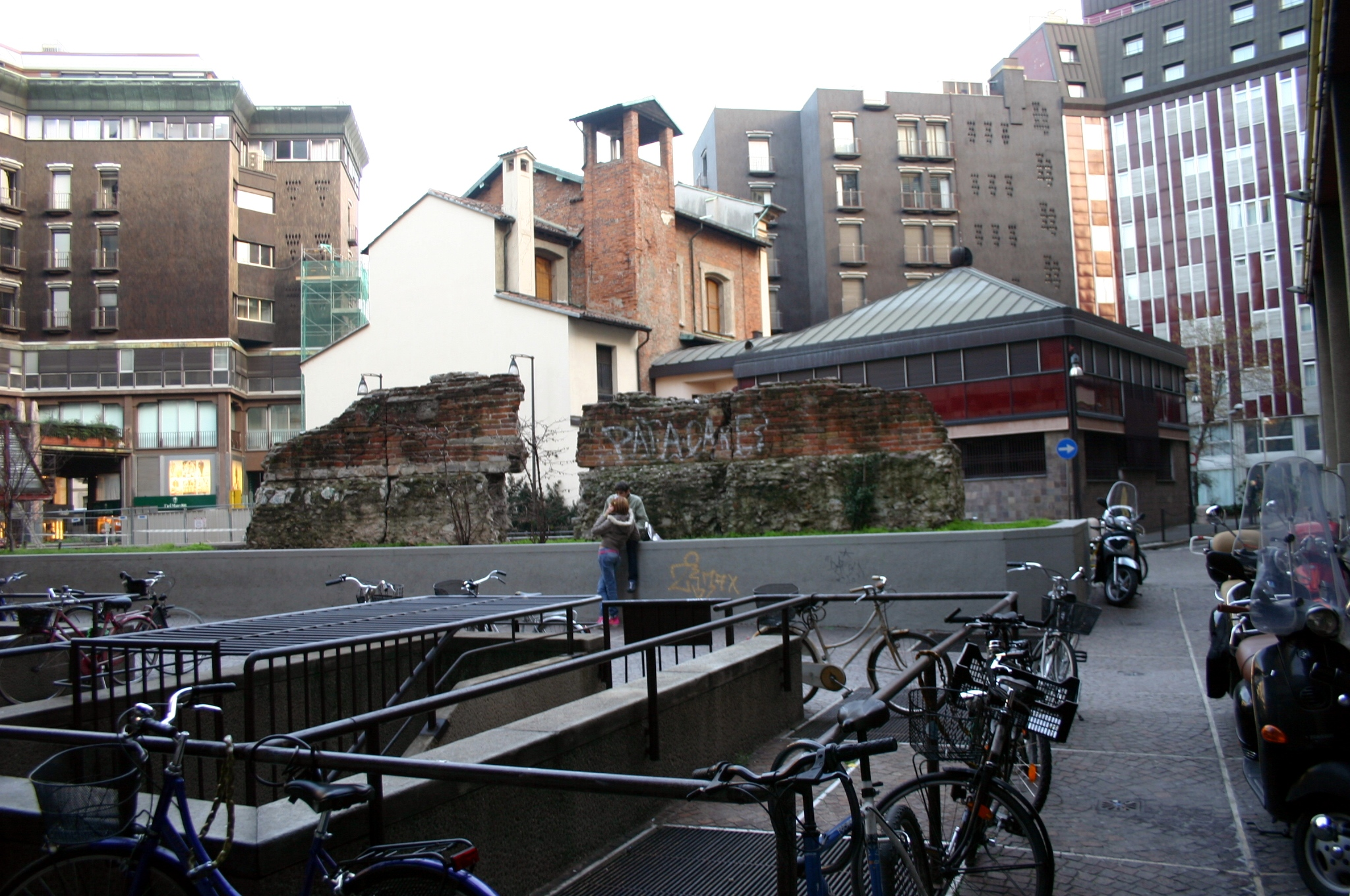
La piazza di largo Corsia dei Servi, con le rovine del frigidarium delle terme sullo sfondo e in primo piano l'ingresso del grande parcheggio sotterraneo di sette piani

Nei sotterranei di un palazzo di corso Europa 11 è possibile vedere (il sito non è però accessibile al pubblico) alcuni resti del tepidarium, nello specifico del suo pavimento a ipocausto. In particolare, si sono conservate tracce dell'intercapedine tra i due livelli del pavimento all'interno della quale passava l'aria calda necessaria per riscaldare l'ambiente. Si sono conservati anche i canali in mattoni dove passava l'aria calda e alcuni pilastrini che un tempo sorreggevano il livello superiore del pavimento, quello a contatto con la stanza del tepidarium, che era in marmo e che è crollato sopra il pavimento inferiore a causa del suo peso. Parte di un mosaico è stato asportato e musealizzato sulle pareti del sito archeologico. Esso è costituito da tessere nere, arancione e bianche che disegnano alcune "T" rovesciate. Il pavimento originario era per la maggior parte a motivo geometrico con i busti delle quattro stagioni agli angoli del locale. Il busto della "primavera", che è l'unico che è stato ritrovato, è conservato presso la Pinacoteca Ambrosiana. Le quattro stagioni erano anche raffigurate sul mosaico del pavimento. 
In corso Europa 16, grazie a scavi archeologici avvenuti negli anni ottanta nei sotterranei di Palazzo Litta Cusini Modignani, sono stati scoperti (il sito è accessibile al pubblico su richiesta) dei frammenti di un pavimento a mosaico con tessere bianche, grigie, nere e rosa un tempo appartenente alla parte orientale delle terme Erculee, resti che sono stati musealizzati sulle pareti dell'atrio del palazzo. I disegni del frammento di mosaico sono a motivo floreale e geometrico con Nodi di Salomone. Rimangono invece pochi resti del calidarium; di esso si conservano alcuni tratti di fondazioni del vano rettangolare centrale e delle due absidi laterali dove erano inserite le vasche.

## Piantina delle terme Erculee

Piantina delle terme Erculee di Mediolanum (la moderna Milano) sovrapposta al reticolo stradale attuale, dove sono evidenziati i resti archeologici delle mura e dei pavimenti

## Mappa dettagliata di Mediolanum

Mappa dell'antica Milano romana (Mediolanum) (secoli III-V) con indicate le mura e le porte romane di Milano, il foro romano di Milano, il teatro romano di Milano, l'anfiteatro romano di Milano, il circo romano di Milano, l'area del palazzo imperiale romano di Milano (in rosa più tenue), la zecca romana di Milano, le terme Erculee, il mausoleo imperiale di Milano, la via Porticata con l'arco trionfale, i magazzini annonari romani di Milano (lat. horrea), il porto fluviale romano di Milano, i castelli romani di Milano e le basiliche paleocristiane di Milano